# Chionochloa vireta
Chionochloa vireta är en gräsart som beskrevs av Henry Eamonn Connor. Chionochloa vireta ingår i släktet Chionochloa och familjen gräs. Inga underarter finns listade i Catalogue of Life.